# راسيل ميتي

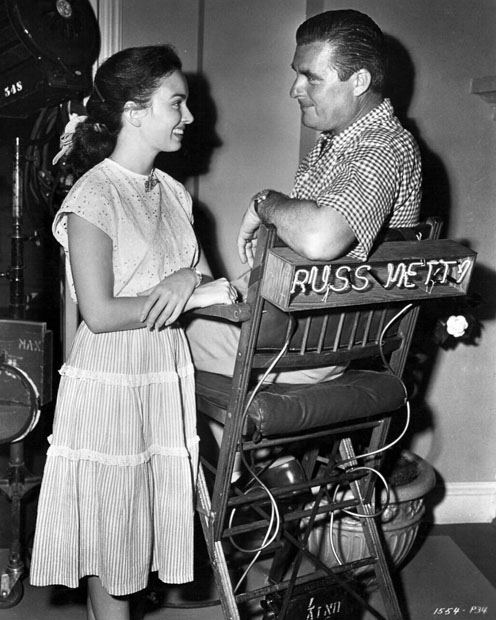
راسيل ميتي

راسل ميتي (بالإنجليزية: Russell Metty 20)‏(، مواليد سبتمبر 1906-28 أبريل 1978،) كان مصور سينمائي أمريكي وواحد من أمهر المصورين على الإطلاق . فاز بجائزة الأوسكار لأفضل تصوير سينمائي عن فيلم سبارتاكوس للمخرج العظيم ستانلي كوبريك عام 1960. تعاون مع مخرجين سينمائيين مهمين أبرزهم دوغلاس سيرك وأورسن ويلز .

## الحياة المهنية
بدأت مسيرة ميتي المهنية حوالي عام 1925 كمساعد في معمل الفيلم القياسي، والذي تم تعيينه بعد ذلك من قبل شركة صور قصوى العاملة في قسم الكاميرا. غادر إلى RKO في عام 1929. أصبح مصورًا منتظمًا في يونيفرسال ستوديوز، وكان متعاونًا منتظمًا مع المخرج السينمائي الألماني دوغلاس سيرك، حيث صنع أحد عشر فيلمًا مع سيرك .

## وصلات خارجية
راسيل ميتي على قاعدة بيانات الأفلام على الإنترنت